# Дедюлин, Александр Григорьевич
Александр Григорьевич Дедюлин (1.04.1893 — 22.03 1938) — русский советский летчик, лётчик-испытатель, командир авиационной эскадрильи. Полный Георгиевский кавалер. Полковник. Кавалер ордена «Красного Знамени», Кавалер ордена «Красной Звезды».

## Биография
Родился 10 апреля 1893 года в Самарской губернии (деревня Ремчуговка, Бугульминский уезд). Православного вероисповедания.
Получил среднее образование в Уфимском землемерном училище.
В октябре 1914 года призван в армию. Служил рядовым в корпусных авиационных отрядах. Как имеющий среднее образование был направлен в Гатчинскую авиационную школу, откуда — на обязательные Теоретические авиационные курсы имении В. В. Захарова в Петроградский политехнический институт. После успешной сдачи экзаменов — направлен в Одесскую авиационную школу для обучения полетам.
В июле 1915 года присвоено звание «военный летчик». Летал на всех типах самолётов. За беспримерную личную храбрость в боевых действиях против немецких и Австро-Венгерских войск удостоен Георгиевских крестов 4-й, 3-й, 2-й и 1-й степени.
28 августа 1917 года получил чин прапорщика.
Октябрьский переворот не принял. В Гражданской войне участвовал на стороне Белой армии.
Летом 1920 года перешел на сторону Красных, перелетев на самолёте в расположение армии Дальневосточной республики. С 1922 года — на службе ВВС РККА.
В 1933 году направлен на должность летчика-испытателя и командира эскадрильи НИИ ВВС РККА
Во время знаменитого перелёта Валерия Чкалова в Америку через Северный полюс, управлял самолётом сопровождения.
За годы службы в ВВС РККА награждён орденом Красного Знамени и орденом Красной Звезды.
20 декабря 1937 года арестован и обвинен в работе на немецкую разведку. 22 марта 1938 года приговорен ВКВС СССР к высшей мере наказания. В тот же день полный Георгиевский кавалер, кавалер орденов Красного Знамени и Красной Звезды, полковник Алексей Григорьевич Дедюлин расстрелян.
В 1958 году полностью реабилитирован.